# Baconia chujoi
Baconia chujoi är en skalbaggsart som först beskrevs av Cooman 1941.  Baconia chujoi ingår i släktet Baconia och familjen stumpbaggar. Inga underarter finns listade i Catalogue of Life.